# Faidherbia

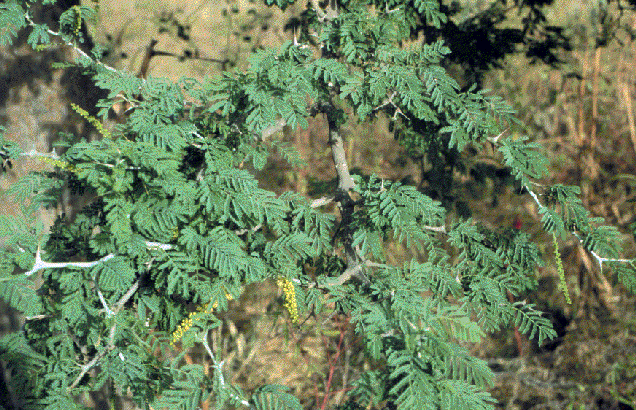
Branques

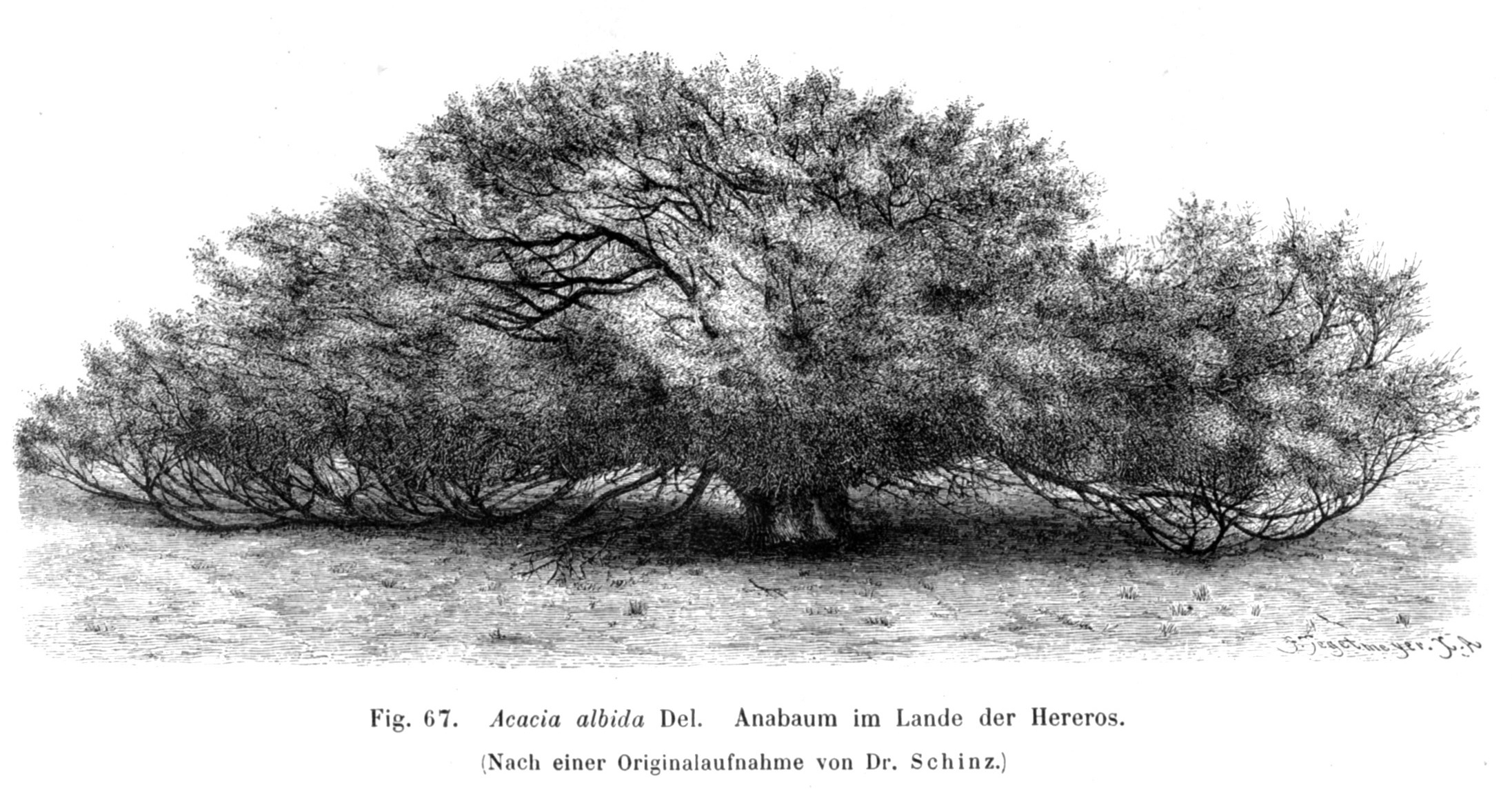
Il·lustració de Taubert

Faidherbia és un gènere monotípic de la família de les lleguminoses. El seu únic membre del gènere és Faidherbia albida, un arbre perenne i espinós.

## Distribució
És natural d'Àfrica i Orient Mitjà. També s'ha introduït a l'Índia i Pakistan.

## Descripció
Acacia albida és un dels majors arbres espinosos, arribant a 30 m d'alçada, amb branques i una copa arrodonida. L'escorça és rugosa i de color marró fosc, o llisa i verd grisenca. Les branques joves són de color blanc a gris cendra amb una característica forma de ziga-zaga. Les estípules són espinoses, rectes, d'uns 2 cm de llarg i de color crema. Les arrels poden créixer fins als 40 m de profunditat.
Les fulles tenen de 3 a 10 parells de pinnes, cadascuna conté 6-23 parells de folíols bastant grans, de 3,5-9 x 0,7-3 mm i són de color gris-verd. Les flors es disposen en prims pics de color blanc cremós, amb 4-14 cm de longitud. El calze té d'1 a 1,7 mm de longitud, de glabre a pubescent, amb 5 sèpals. La corol·la mesura de 3 a 3,5 mm de longitud, amb 5 pètals lliures.
El fruit és una beina inusual, brillant, de color taronja a marró vermellós, gruixuda, indehiscent, característica i clarament corbada i trenada, gran, de fins a 25 x 5 cm. Cada beina conté de 10 a 29 llavors de color marró fosc, ovoides, brillants, cadascuna de 10 x 6,0 mm i separades per un envà prim. El tegument és dur, impermeable i coriaci.

## Usos
S'utilitza per a la fixació del nitrogen per a les collites i control de l'erosió. Les beines de les llavors són molt importants per al bestiar i s'utilitzen com a aliment per als camells a Nigèria. La seva fusta és usada per a la construcció de canoes i morters. També té usos en l'alimentació, begudes i medicina.
A diferència de la majoria dels altres arbres, llança les fulles en l'estació de les pluges; per aquesta raó, és altament valorat en l'agrosilvicultura, ja que pot créixer entre conreus sense ombrejar-los. Conté el compost químic psicoactiu dimetiltriptamina a les seves fulles.

## Propietats
L'arbre té valor medicinal per al tractament d'infeccions com les de l'aparell respiratori, també per a la malària i la febre. És útil en el tractament dels problemes de sistema digestiu. L'escorça s'empra en tractaments clínics dentals d'higiene i el seu extracte s'empra en el tractament del mal de queixal. L'extracte també s'utilitza per a tractar infeccions oculars a les granges d'animals.

## Taxonomia
Faidherbia albida va ser descrita per (Delile) A. Chev. i publicada en el London Journal of Botany 5: 97. 1846.

### Etimologia
- Faidherbia: nom genèric en honor del major LLC. Faidberbe, governador del Senegal cap al 1854.
- albida: epítet llatí que significa 'blanca'.[5]

### Sinonímia
- Acacia albida Delile.[6]